# Cheryl Bentyne
Cheryl Bentyne (Mount Vernon, 17 gennaio 1954) è una cantante e arrangiatrice statunitense, componente del gruppo vocale The Manhattan Transfer.

## Biografia
Nata in una famiglia appassionata di musica, Cheryl Bentyne studiò pianoforte per 7 anni e iniziò ad esibirsi a 13 anni. Incoraggiata dalla madre, cantante anche lei, si unì alla formazione dixieland e swing del padre, clarinettista e bandleader, esibendosi durante i fine settimana in un locale della sua città nello stato di Washington.
Dopo il diploma e il college iniziò a studiare teatro e musica e poi si spostò a Seattle dove entrò come cantante nella New Deal Rhythm Band, una formazione che presentava un repertorio basato sui classici dello swing e sulla figura di Cab Calloway. Dopo quattro anni di permanenza nell'orchestra e molti ingaggi nella costa ovest degli Stati Uniti, nel 1977 Cheryl si trasferì a Los Angeles per provare a sfondare come solista.
Nella città californiana trovò un manager e iniziò ad esibirsi in alcuni locali, come il Troubadour e il Bla-Bla Cafe. Fu così che, all'inizio del 1979, apprese la notizia di una audizione per un gruppo che lei conosceva e amava: i Manhattan Transfer.
Nel dicembre del 1978 la cantante dei Manhattan Transfer Laurel Massé fu coinvolta in un grave incidente automobilistico che la costrinse a due anni di convalescenza e all'abbandono del gruppo. I Manhattan Transfer si erano nel frattempo trasferiti in California.
La ricerca della sostituta di Laurel come soprano coinvolse i membri superstiti per alcuni mesi. L'audizione di Cheryl Bentyne si fece a casa di Janis Siegel si basò su alcuni pezzi del loro repertorio: You Can Depend on Me, pezzo corale di sapore jazz, e Candy.
Lei aveva comunque preparato anche Four Brothers nel caso fosse stato necessario e alla fine improvvisò Snooty Little Cutie. L'esperienza di Cheryl nello swing e le sue doti vocali colpirono Tim Hauser e gli altri. In particolare l'estensione vocale della cantante lasciava prevedere possibilità nuove nelle complicate armonizzazioni vocali che erano da sempre il loro marchio.
Cheryl entrò nei Manhattan Transfer nel maggio del 1979 e partecipò alla registrazione di Extensions, disco che segnò una svolta nella carriera del gruppo e che contribuì a rilanciarlo nel mercato statunitense dopo la fiacca accoglienza del secondo e del terzo album. Si impose per un pezzo di sapore disco music, Twilight Zone/Twilight Tone che ebbe un buon successo di pubblico e soprattutto per la versione vocalese di Birdland dei Weather Report con le parole scritte da Jon Hendricks. Per Extensions i Manhattan Transfer ottennero i primi due Grammy Award della loro carriera.
Durante la sua permanenza nei Manhattan Transfer, oltre a quelli ottenuti come gruppo, Cheryl ottenne un altro Grammy insieme a Bobby McFerrin per l'arrangiamento di Another Night in Tunisia tratto dal fortunato album Vocalese del 1985, e come poi come coautrice di Sassy, canzone tratta dall'album The Offbeat of Avenues del 1991.
Secondo la cantante, la sua miglior interpretazione con i Manhattan Transfer è stata Clouds, la versione di Nuages di Django Reinhardt incisa per l'album Swing del 1997.
La sua prima apparizione fuori dal gruppo avvenne con la partecipazione all'album Duets del bassista Ron Wasserman nel 1988. Nel 1990 Cheryl Bentyne incise Back in Business, con Janis Siegel e Lorraine Feather, per la colonna sonora del film Dick Tracy di Warren Beatty. Poi collaborò con Mark Isham per la colonna sonora del film L'ombra del testimone.
Nel 1992 Cheryl Bentyne pubblicò il suo primo album solista per la Columbia Records intitolato Something Cool e prodotto da Isham, tributo a June Christy e alla musica americana degli anni cinquanta.
Nel 2000 realizzò Dreaming of Mister Porter, uno spettacolo dedicato alle canzoni di Cole Porter da cui fu tratto un album autoprodotto in edizione limitata e distribuito tramite il fan club dei Manhattan Transfer. Seguirono poi alcuni album realizzati per l'etichetta giapponese King alcuni dei quali distribuiti negli Stati Uniti dalla Telarc e altri per la Telarc stessa.
Nel 2003 fu pubblicato anche un DVD della cantante intitolato Among Friends con una sessione musicale in presa diretta.
Uscito nel 2004, Talk of the Town, per la statunitense Telarc, fu di fatto il secondo album solista di Cheryl Bentyne, il primo pubblicato negli Stati Uniti dal 1992. Uscito inizialmente in Giappone nel 2002 e registrato un paio d'anni prima con una formazione jazz comprendente tra gli altri Kenny Barron, John Patitucci e Lewis Nash e con ospiti come Chuck Mangione, Don Alias e David "Fathead" Newman, l'album contiene un gruppo di standard tra i preferiti dalla cantante.
Nel 2005 realizzò Let Me Off Uptown, tributo a Anita O'Day. L'anno seguente Book of Love, disco dedicato alle canzoni d'amore e dopo quattro anni, nel 2010, un disco dedicato alle canzoni di George Gershwin per la King Records.
Cheryl Bentyne è sposata con il pianista e arrangiatore Corey Allen e ha una figlia, Zoe, nata nel 1995.

## Discografia
- 1992 – Something Cool, CD, Columbia Records 48506
- 2000 – Dreaming of Mister Porter, CD
- 2003 – Moonlight Serenade, CD, King Records KICJ 453, Giappone, con The Harmony
- 2003 – The Lights Still Burn, CD, King Records KICJ 462, Giappone
- 2004 – Sings Waltz for Debby, CD, King Records KICJ 477, Giappone, con Kenny Barron e Ray Drummond
- 2004 – Talk of the Town, CD, Telarc 83583, pubblicato nel 2002 in Giappone dalla King Records, KICJ 439
- 2005 – Let Me Off Uptown, CD, Telarc 83606
- 2006 – Book of Love, CD, Telarc 83652
- 2009 – The Cole Porter Songbook, CD, King Records KICJ 567, Giappone, edizione giapponese su CD di Dreaming of Mister Porter
- 2010 – New York Sessions, CD, CD Baby 358765, riedizione statunitense di Sings Waltz for Debby
- 2010 – The Gershwin Songbook, CD, King Records KICJ 604, Giappone

### Con i Manhattan Transfer
Cheryl Bentyne ha partecipato a tutti gli album dei Manhattan Transfer a partire da Extensions del 1979 anche se in tutte le raccolte e le antologie del gruppo sono presenti brani della formazione con Laurel Massé.

### Video
- 2003 – Among Friends, DVD, Aix Entertainment 80020